# Heide Mommsen

Heide Mommsen, vor 2017

Heide Mommsen geborene Heide Scharmer (* 19. März 1941 in Heidelberg) ist eine deutsche Klassische Archäologin.

## Leben
Heide Mommsen ist die Tochter des Biologen Johannes Scharmer und seiner Frau Ilse. Sie wuchs in Ziegelhausen bei Heidelberg auf und erhielt von 1947 bis 1951 Privatunterricht von ihrer Mutter. 1951 trat sie in die Elisabeth-von-Thadden-Schule in Heidelberg-Wieblingen ein, wo sie 1960 die Abiturprüfung ablegte und im gleichen Jahr die Ergänzungsprüfung Graecum absolvierte. 1960 begann Mommsen das Studium der Klassischen Archäologie an der Ruprecht-Karls-Universität Heidelberg und belegte als Nebenfächer Alte Geschichte und Griechisch. Nach weiteren Studienaufenthalten an der Freien Universität Berlin (1962), an der Philipps-Universität Marburg (1962–1964) kehrte sie im Sommersemester 1964 nach Heidelberg zurück. 1966/67 studierte sie mit einem Stipendium des British Council am University College London. Heide Mommsen wurde 1969 in Heidelberg bei Roland Hampe mit der Dissertation: Der affektierte Maler, ein Manierist unter den schwarzfigurigen Vasenmalern, promoviert. Die attisch-schwarzfigurige Vasenmalerei wurde zu ihrem Spezialgebiet.
Nach der Promotion arbeitete sie von 1969 bis 1972 als Wissenschaftliche Angestellte der Antikenabteilung der Staatlichen Museen zu Berlin. 1972 kündigte Heide Mommsen ihre feste Stelle bei den Staatlichen Museen und übernahm stattdessen die Bearbeitung der attisch-schwarzfigurigen Vasen der Antikensammlung für das Corpus Vasorum Antiquorum Deutschland, von dem sie drei Bände fertigstellte.
Nach der Geburt ihrer Tochter und ihrem Umzug nach Stuttgart im Jahr 1975 organisierte sie zusammen mit zwei Kolleginnen an der Universität Tübingen ein Kolloquium zur antiken Vasenmalerei („Vasenforschung nach Beazley“) und beteiligte sich regelmäßig an den internationalen Kolloquien zur Vasenmalerei mit Beiträgen. Gelegentlich hielt sie auch am Institut für Klassische Archäologie in Tübingen Seminare oder Übungen und betreute studentische Arbeiten zur Vasenmalerei.
Bei der Neuaufstellung der Antikensammlung im Landesmuseum Württemberg war Mommsen von 1983 bis 1986 mit Präsentationen, Beschriftungen, Einführungstexten und Führungsblättern engagiert. Seit 2000 ist sie korrespondierendes Mitglied des Deutschen Archäologischen Instituts. Zwischen 1996 und 2002 bearbeitete sie für Der Neue Pauly insgesamt 31 Stichworte.
Heide Mommsen ist mit dem Gymnasiallehrer Peter Mommsen (* 1938) verheiratet, der von 1989 bis 2002 Schulleiter des Eberhard-Ludwigs-Gymnasiums in Stuttgart war. Sie haben eine Tochter (* 1972).

## Veröffentlichungen (Auswahl)
- Der gelagerte Herakles. (= Winckelmannsprogramme der Archäologischen Gesellschaft zu Berlin. Band 124). De Gruyter, Berlin 1971, ISBN 3-11-003540-5.
- Der Affecter (= Forschungen zur antiken Keramik. Reihe 2: Kerameus. Band 1). von Zabern, Mainz 1975, DNB 20085223X.
- Corpus Vasorum Antiquorum Deutschland, 45. Berlin. Antikenmuseum ehemals Antiquarium, 5. C. H. Beck, München 1980, ISBN 3-406-06345-4.
- Corpus Vasorum Antiquorum. Deutschland, 61. Berlin. Antikenmuseum ehemals Antiquarium, 7. C. H. Beck, München 1991, ISBN 3-406-35270-7.
- Exekias I. Die Grabtafeln. (= Forschungen zur antiken Keramik. Reihe 2: Kerameus. Band 11). von Zabern, Mainz 1997, ISBN 3-8053-2033-7.
- Dionysos und sein Kreis im Werk des Exekias. (= Trierer Winckelmannsprogramm. Heft 19/20). von Zabern, Mainz 2005, ISBN 3-8053-3611-X.
- Corpus Vasorum Antiquorum. Deutschland, 94. Berlin. Antikenmuseum ehemals Antiquarium, 14. C. H. Beck, München 2013, ISBN 978-3-406-65335-3.

| Personendaten    | Personendaten                   |
| ---------------- | ------------------------------- |
| NAME             | Mommsen, Heide                  |
| ALTERNATIVNAMEN  | Scharmer, Heide (Geburtsname)   |
| KURZBESCHREIBUNG | deutsche Klassische Archäologin |
| GEBURTSDATUM     | 19. März 1941                   |
| GEBURTSORT       | Heidelberg                      |